# Илия Ананиев
Илия Ананиев е български революционер, деец на Вътрешната македоно-одринска революционна организация.

## Биография
Ананиев е роден в град Кратово, тогава в Османската империя. Работи като учител в Злетово, в Кратово и на други места. Влиза във ВМОРО и от 1904 година е член на Кратовския околийски революционен комитет. Убит е заедно със сестра си, също българска учителка, край Кратово от агенти на сръбската пропаганда в Македония.